# Криптозоология
Криптозооло́гия («изучение скрытых животных», от др.-греч. κρυπτός — «тайный, скрытый» и зоология, «изучение животных») — субкультура и псевдонаука, предметом которой является целенаправленный поиск и доказательство реальности существ, неизвестных науке, о которых рассказывается в различного рода легендах, мифах или со слов некоторых «очевидцев» (чупакабра, снежный человек, озёрные криптиды, включая лох-несское чудовище, морские криптиды, такие как гигантский осьминог и глобстер, драконы, единороги и т. п.); а также животных, существование которых считается невозможным в данной географической местности по причине того, что она находится на значительном расстоянии от их естественного ареала (как, например, фантомные кошки или, как их иначе называют, «ABC» (акроним от Alien Big Cats) — чужеродные большие кошки, или крокодилы в Восточной Европе.

## Терминология
Термин «криптозоология» был введён в употребление франко-бельгийским зоологом Бернаром Эйвельмансом. Этот термин применялся им в исследованиях животных, которые неизвестны науке. Люди, которые занимаются криптозоологическими исследованиями, называются криптозоологами. Предполагаемые животные, которых исследуют криптозоологи, получили название криптиды. Этот термин был предложен Джоном Уоллом в 1983 году. Среди наиболее известных криптидов — бигфут и лох-несское чудовище. Российские криптозоологи, занимающиеся поисками снежного человека, в настоящее время называют себя гоминологами.

## Деятельность и методы
У истоков сбора информации о предполагаемых аномальных явлениях стоит американский публицист Чарльз Форт. С 1973 года последователи Форта выпускают издание «The Fortean Times», публикующее сюжеты на тему аномальных явлениях, включая тему криптозоологии.
По мнению Эйвельмана, для занятий криптозоологией является необходимым отличное знание зоологии. Идеи Эйвельмана были развиты Международным обществом криптозоологии, которое ныне прекратило своё существование.
Часто основой для поиска криптидов являются мифы и сказания различных народов, в которых рассказывается о странных существах, живущих где-то поблизости и, если эти создания крупные, вселяющих ужас. По мнению криптозоологов, могли сохраниться животные, считающиеся давно вымершими. Например, предполагается, что в отдалённых регионах мира могли сохраниться живые динозавры. Обычно криптозоологи ссылаются на обнаружения живых ископаемых, которые считались вымершими, например, двух видов латимерии. Криптозоология опирается также на рассказы местных жителей, исследователей и путешественников, заявлявших, что они наблюдали таинственных животных.

## Научный подход
Факты, подтверждающие существование криптидов, отсутствуют. Кроме того, учёными отмечается, что существование «скрытых видов» является крайне маловероятным, поскольку для поддержания численности популяции необходимо наличие такого числа особей, какое делает вид легко обнаруживаемым, а климатические условия и особенности источников пищи делают маловероятным выживание животных, обладающих описываемыми характеристиками. По этим причинам представления о криптидах учёными чаще всего рассматриваются как один из современных мифов.
Согласно Бену Рошу и Джону Пэрси Муру, «область исследования криптозоологии охватывает исследования от тех, которые можно охарактеризовать как псевдонаучные, до полезных и интересных, что зависит от того, как эти исследования осуществляются на практике». Далее эти авторы отмечают, что фактически криптозоология «не является строго научной дисциплиной», что «многие учёные и скептики классифицируют криптозоологию как псевдонауку» и что «статьи по этой теме редко публикуются в научных журналах, однако официальное образование по этому предмету существует, хотя нет учёных, работа которых оплачивается для изучения криптозоологии» научными организациями.
Согласно характеристике Академии наук СССР, криптозоология является частью зоологии, изучающей редкие виды животных и виды, существование которых считается проблематичным.
Небольшую часть криптозоологов составляют настоящие учёные, которые критически относятся к имеющейся информации. Однако большинство криптозоологов являются энтузиастами без профильного образования.
Преимущественно криптозоологи занимаются поисками странных существ, а не изучением реальных животных, в чём они ближе к исследователям «пси-феноменов», чем к зоологам.